# Ladislau IV d'Hongria
Ladislau IV d'Hongria (?, 1262 - Köröshegy, 1290) (en hongarès: IV. László) va ser rei d'Hongria entre el 1272 i el 1290). Fill d'Esteve V d'Hongria i la seva reina cumana Elisabet, no va tenir descendència i va ser succeït pel seu tiet segon, Andreu III d'Hongria. Va ser el penúltim monarca de la dinastia Árpád.

## Biografia

### Infància
Ladislau nasqué l'any 1262, fill del príncep hongarès Esteve V i la seva esposa Elisabet. Elisabet era la filla d'un capitost dels cumans, uns pobles túrquics nòmades que s'havien establert a Hongria fugint dels mongols. El pare d'Esteve, el rei Béla IV, els havia donat terres desertes perquè les repoblessin i els cumans es feren vassalls seus i es convertiren al cristianisme.
Poc després de néixer Ladislau, el seu pare Esteve i el seu avi el rei Béla s'enfrontaren en una disputa pel poder. Durant el conflicte, les tropes de Béla van ocupar el castell de Sárospatak on es trobaven Ladislau i la seva mare i els feren presoners. El 1265, pare i fill van fer les paus i Ladislau fou retornat al seu pare.
L'any 1269, el rei Béla va prometre el seu net Ladislau amb Elisabet d'Anjou, filla de Carles I de Nàpols.

### Joventut
A la mort del rei Béla IV l'any 1270, el seu pare Esteve es convertí en el rei d'Hongria. Ladislau, convertit en el príncep hereu, es casà poc després amb la seva promesa. Tant Ladislau com Elisabet només tenien vuit anys.
Als deu anys, Ladislau va ser segrestat per un noble rebel, el ban d'Eslavònia Joaquim Gut-Keled, i fou empresonat al castell de Kapronca. Mentre el rei Esteve es preparava per assaltar el castell, va caure malalt i va morir sobtadament el 6 d'agost de 1272.
Amb el rei mort, el ban rebel va portar a Ladislau a Székesfehérvár perquè l'arquebisbe d'Esztergom el coronés. Amb el rei menor d'edat, els càrrecs més importants de la cort es van repartir entre Joaquim i els seus aliats. Seguí un període de guerres civils marcada per les lluites de poder entre Joaquim i la mare de Ladislau, les campanyes del rei Ottokar II de Bohèmia contra Hongria, i continus canvis de poder entre les diferents faccions dels barons.

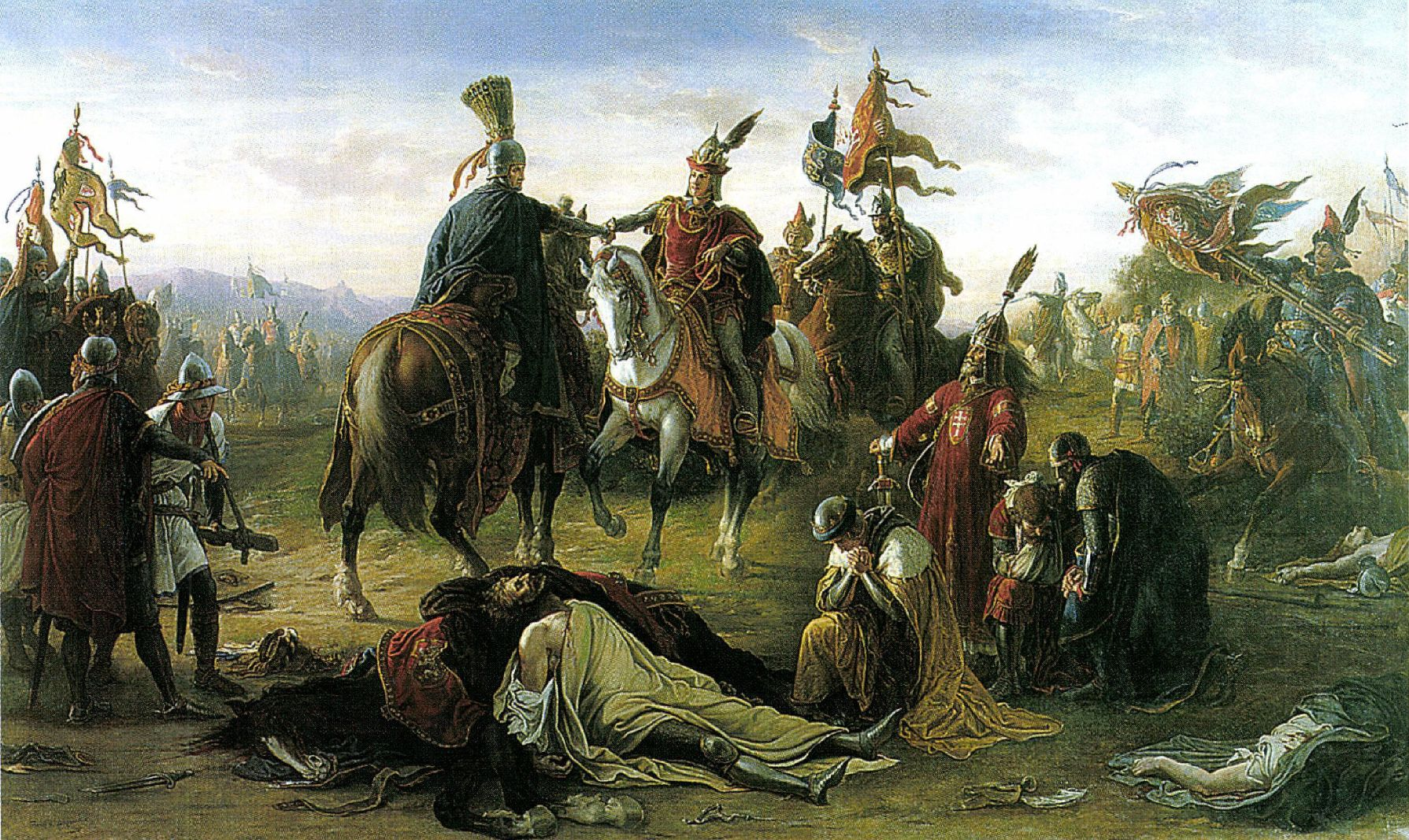
Ladislau i Rodolf victoriosos al camp de Morava (Dürnkrut).

### Regnat
El 23 de maig de 1277 una assemblea dels prelats, barons, nobles i cumans a Rákos va declarar a Ladislau major d'edat. Una de les seves primeres accions va ser establir una aliança amb el rei Rodolf I d'Alemanya per combatre el rei Ottokar de Bohèmia. L'any 1278 els dos exèrcits van aconseguir derrotar a Ottokar a Durnkrut.
Però la noblesa hongaresa va anar distanciant-se de Ladislau en veure que afavoria els cumans, el poble al qual pertanyia la seva mare. Ladislau també usava vestimentes cumanes i es va envoltar de concubines cumanes ignorant la seva esposa Elisabet, guanyant-se també l'enemistat dels angevins de la cort.
A principis de 1279 un legat papal va arribar a Hongria per estudiar la conducta del rei, que havia estat denunciat per molts de pràctiques contràries al cristianisme. El legat papal va convocar una assemblea a Buda on Ladislau es comprometé a ordenar a les tribus cumanes que no s'establissin fora de les àrees que els havien estat assignades. Però Ladislau no va voler (o no va poder) fer efectiva l'ordre, i el legat el va excomunicar. Amb l'ajut de les tribus cumanes, Ladislau va fer empresonar el legat.
Un nou període de desordre va esclatar, en el que els cumans es revoltaren, els nobles es dividiren en nombroses faccions, i Ladislau era incapaç d'exercir l'autoritat reial. El febrer de 1285, quan els mongols de l'Horda d'Or liderats per Nogai Noyan van saquejar les regions orientals del regne, la popularitat del rei era tan baixa que molts enemics del rei van afirmar que ell mateix els havia convidat. Aquests rumors podrien haver estat certs, ja que alguns mongols captius van ser contractats per Ladilsau com a membres de la seva guàrdia personal.
El setembre de 1286 Ladislau va fer empresonar la seva esposa i va començar a viure amb la seva amant cumana Édua. Un any després va irrompre al convent on la seva germana Elisabet ja havia estat vivint com a monja i la va fer casar amb un magnat txec.
Cada cop més el regne quedà en situació d'anarquia, on els oligarques governaven els diversos territoris. Finalment, va morir assassinat durant una revolta cumana.
Ladislau va morir sense descendència, i fou succeït per Andreu III, net d'Esteve II d'Hongria.

## Família

### Avantpassats

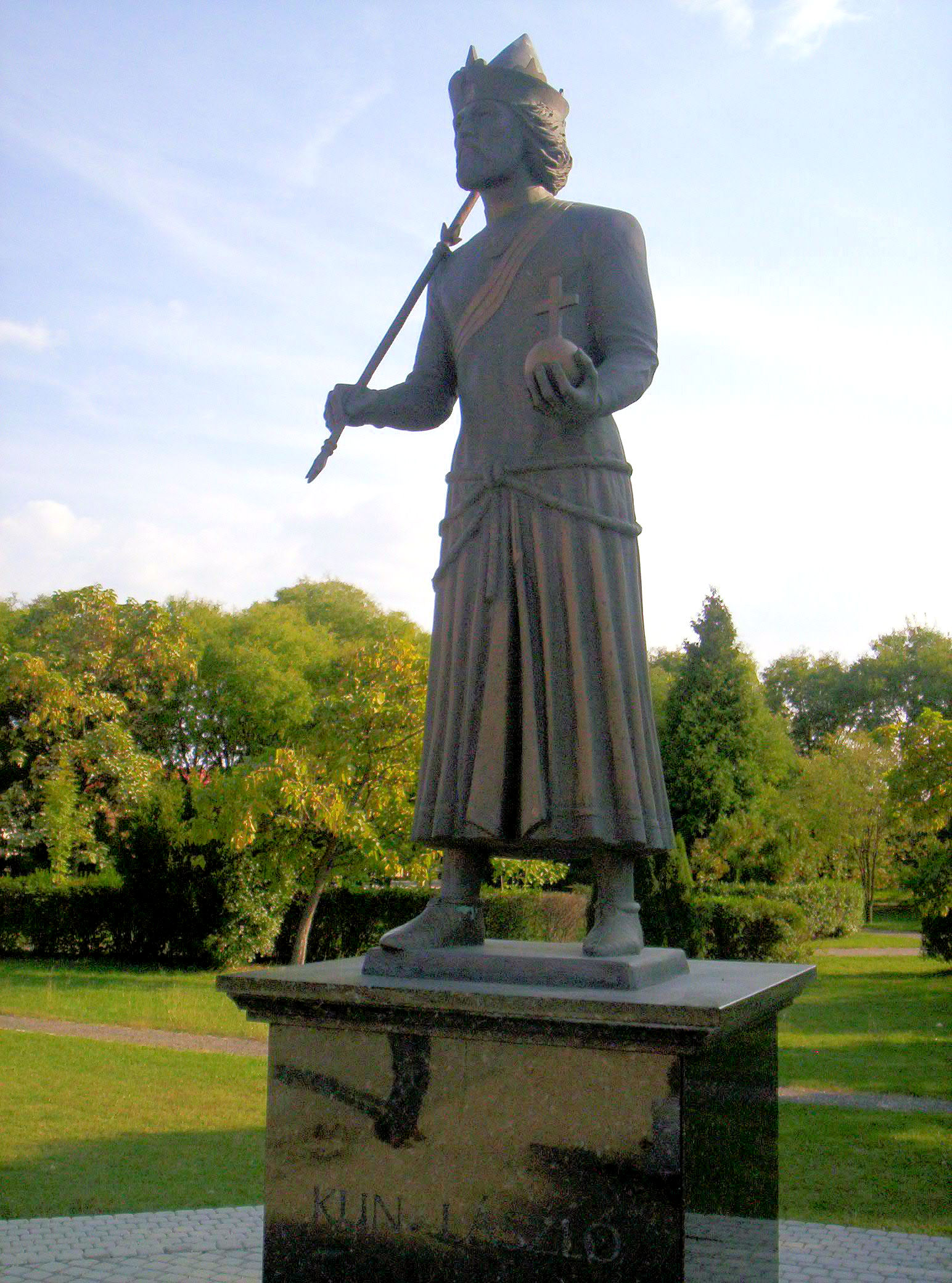
Estàtua de Ladislau IV

|  |                                |  |  |  |  |  |  |  |  |  |  |  |  |  |  |  |
|  | 16. Béla III d'Hongria         |  |  |  |  |  |  |  |  |  |  |  |  |  |  |  |
|  |                                |  |  |  |  |  |  |  |  |  |  |  |  |  |  |  |
|  |                                |  |  |  |  |  |  |  |  |  |  |  |  |  |  |  |
|  | 8. Andreu II d'Hongria         |  |  |  |  |  |  |  |  |  |  |  |  |  |  |  |
|  |                                |  |  |  |  |  |  |  |  |  |  |  |  |  |  |  |
|  |                                |  |  |  |  |  |  |  |  |  |  |  |  |  |  |  |
|  | 17. Agnès de Châtillon         |  |  |  |  |  |  |  |  |  |  |  |  |  |  |  |
|  |                                |  |  |  |  |  |  |  |  |  |  |  |  |  |  |  |
|  |                                |  |  |  |  |  |  |  |  |  |  |  |  |  |  |  |
|  | 4. Béla IV d'Hongria           |  |  |  |  |  |  |  |  |  |  |  |  |  |  |  |
|  |                                |  |  |  |  |  |  |  |  |  |  |  |  |  |  |  |
|  |                                |  |  |  |  |  |  |  |  |  |  |  |  |  |  |  |
|  | 18. Duc Berthold IV de Merània |  |  |  |  |  |  |  |  |  |  |  |  |  |  |  |
|  |                                |  |  |  |  |  |  |  |  |  |  |  |  |  |  |  |
|  |                                |  |  |  |  |  |  |  |  |  |  |  |  |  |  |  |
|  | 9. Gertrudis de Merània        |  |  |  |  |  |  |  |  |  |  |  |  |  |  |  |
|  |                                |  |  |  |  |  |  |  |  |  |  |  |  |  |  |  |
|  |                                |  |  |  |  |  |  |  |  |  |  |  |  |  |  |  |
|  | 19. Agnès de Rochlitz          |  |  |  |  |  |  |  |  |  |  |  |  |  |  |  |
|  |                                |  |  |  |  |  |  |  |  |  |  |  |  |  |  |  |
|  |                                |  |  |  |  |  |  |  |  |  |  |  |  |  |  |  |
|  | 2. Esteve V d'Hongria          |  |  |  |  |  |  |  |  |  |  |  |  |  |  |  |
|  |                                |  |  |  |  |  |  |  |  |  |  |  |  |  |  |  |
|  |                                |  |  |  |  |  |  |  |  |  |  |  |  |  |  |  |
|  | 20. Manel Làscaris             |  |  |  |  |  |  |  |  |  |  |  |  |  |  |  |
|  |                                |  |  |  |  |  |  |  |  |  |  |  |  |  |  |  |
|  |                                |  |  |  |  |  |  |  |  |  |  |  |  |  |  |  |
|  | 10. Teodor I Làscaris          |  |  |  |  |  |  |  |  |  |  |  |  |  |  |  |
|  |                                |  |  |  |  |  |  |  |  |  |  |  |  |  |  |  |
|  |                                |  |  |  |  |  |  |  |  |  |  |  |  |  |  |  |
|  | 21. Joana Karatzena            |  |  |  |  |  |  |  |  |  |  |  |  |  |  |  |
|  |                                |  |  |  |  |  |  |  |  |  |  |  |  |  |  |  |
|  |                                |  |  |  |  |  |  |  |  |  |  |  |  |  |  |  |
|  | 5. Maria Lascarina             |  |  |  |  |  |  |  |  |  |  |  |  |  |  |  |
|  |                                |  |  |  |  |  |  |  |  |  |  |  |  |  |  |  |
|  |                                |  |  |  |  |  |  |  |  |  |  |  |  |  |  |  |
|  | 22. Aleix III Àngel            |  |  |  |  |  |  |  |  |  |  |  |  |  |  |  |
|  |                                |  |  |  |  |  |  |  |  |  |  |  |  |  |  |  |
|  |                                |  |  |  |  |  |  |  |  |  |  |  |  |  |  |  |
|  | 11. Anna Comnena Angelina      |  |  |  |  |  |  |  |  |  |  |  |  |  |  |  |
|  |                                |  |  |  |  |  |  |  |  |  |  |  |  |  |  |  |
|  |                                |  |  |  |  |  |  |  |  |  |  |  |  |  |  |  |
|  | 23. Eufrosina Ducas Camaterina |  |  |  |  |  |  |  |  |  |  |  |  |  |  |  |
|  |                                |  |  |  |  |  |  |  |  |  |  |  |  |  |  |  |
|  |                                |  |  |  |  |  |  |  |  |  |  |  |  |  |  |  |
|  | 1. Ladilsau IV d'Hongria       |  |  |  |  |  |  |  |  |  |  |  |  |  |  |  |
|  |                                |  |  |  |  |  |  |  |  |  |  |  |  |  |  |  |
|  |                                |  |  |  |  |  |  |  |  |  |  |  |  |  |  |  |
|  | 6. Köten                       |  |  |  |  |  |  |  |  |  |  |  |  |  |  |  |
|  |                                |  |  |  |  |  |  |  |  |  |  |  |  |  |  |  |
|  |                                |  |  |  |  |  |  |  |  |  |  |  |  |  |  |  |
|  | 3. Elisabet la Cumana          |  |  |  |  |  |  |  |  |  |  |  |  |  |  |  |
|  |                                |  |  |  |  |  |  |  |  |  |  |  |  |  |  |  |
|  |                                |  |  |  |  |  |  |  |  |  |  |  |  |  |  |  |